# 留下
《留下》（英語：Stay），是巴巴多斯歌手蕾哈娜主唱，米奇·艾可客串的一首歌曲，收錄於蕾哈娜的第7張錄音室專輯《道歉太難》。2013年1月7日，歌曲作为专辑的第2张单曲发行。《留下》由艾可和贾斯汀·帕克共同创作，其歌词表达了对真爱的无力之感。许多乐评人因该歌曲抒情成分而给予歌曲好评，并认为这是专辑突出的歌曲之一。但亦有部分乐评表示歌曲较为乏味。《留下》是电视剧《年輕一代》第3季的片尾曲。 
在《道歉太難》发行之后，歌曲登上了多国音乐榜单。而本歌曲发行单曲以后，更在保加利亚、加拿大、捷克共和国、丹麦和以色列夺冠，并成功打入24国榜单前5名。歌曲在美国《告示牌》百强单曲榜最高排第3，是蕾哈娜在该榜单第24支进入前10的单曲。此外，歌曲在美国流行歌曲榜夺冠，在热门舞曲夜店歌曲榜取得了第16名。《留下》全球销量超过1000万，是世界畅销单曲之一。
歌曲的音乐录像带由索菲·马勒导演。在音乐录像带中，蕾哈娜在浴缸中全裸演唱本歌曲，而艾可则在另一间独立浴室唱着这首歌。评论将录像带的柔弱和原始情感比作歌曲本身。蕾哈娜在《週六夜現場》、英國版X音素第9季现场表演了本歌曲。此外在第55屆葛萊美獎中，蕾哈娜和艾克同台演唱了本歌曲。《留下》是蕾哈娜777巡回演唱会、璀鑽世界巡迴演唱會（安可表演）和反了世界巡迴演唱會（開場表演）的表演曲目之一。

## 曲目列表
- CD单曲

1. "Stay" (featuring Mikky Ekko（英语：Mikky Ekko）) – 4:00
2. "Diamonds" (Remix) (featuring Kanye West) – 4:48

## 榜單
| 榜單（2013年）                           | 最高 排位 |
| ---------------------------------------- | --------- |
| 澳大利亚（澳大利亚唱片业协会單曲榜）     | 4         |
| 奥地利（Ö3四十强单曲榜）                 | 5         |
| 比利时佛兰德（Ultratop五十强单曲榜）     | 3         |
| 比利时瓦隆（Ultratop五十强单曲榜）       | 2         |
| 保加利亚（保加利亚音乐制作人协会单曲榜） | 1         |
| 加拿大（Canadian Hot 100）               | 1         |
| 捷克（電台百強單曲榜）                   | 1         |
| 丹麥（Hitlisten单曲榜）                  | 1         |
| 法国（法國唱片出版業公會單曲榜）         | 2         |
| 芬蘭（芬蘭官方下載榜）                   | 5         |
| 德国（德國官方單曲榜）                   | 2         |
| 匈牙利（四十強單曲榜）                   | 10        |
| 冰島（Tónlist）                          | 7         |
| 愛爾蘭（愛爾蘭唱片音樂協會单曲榜）       | 2         |
| 以色列（媒体森林电台榜）                 | 1         |
| 意大利（意大利音乐产业联盟单曲榜）       | 17        |
| 日本（《告示牌》日本熱門100金曲榜）      | 97        |
| 黎巴嫩（黎巴嫩官方二十強榜單）           | 5         |
| 盧森堡（《告示牌》）                     | 3         |
| 墨西哥（拉美監控）                       | 5         |
| 荷兰（荷蘭四十強單曲榜）                 | 3         |
| 新西兰（新西兰唱片音乐协会单曲榜）       | 4         |
| 挪威（世道單曲榜）                       | 2         |
| 波蘭（波蘭百大電台榜）                   | 3         |
| 葡萄牙（葡萄牙唱片業協會）               | 2         |
| 蘇格蘭（官方榜单公司單曲榜）             | 4         |
| 斯洛伐克（電台百強單曲榜）               | 2         |
| 南非（非洲娛樂監測单曲榜）               | 5         |
| 西班牙（西班牙音樂製作協會）             | 5         |
| 瑞士（瑞士热门音乐榜）                   | 2         |
| 英國（官方榜单公司單曲榜）               | 4         |
| 英國（官方榜单公司節奏藍調榜）           | 2         |
| 美国（《告示牌》百大單曲榜）             | 3         |
| 美國（《告示牌》成人當代單曲榜）         | 3         |
| 美國（《告示牌》Adult Pop Airplay）      | 2         |
| 美國（《告示牌》Dance Club Songs）       | 16        |
| 美國（《告示牌》Pop Airplay）            | 1         |
| 美國（《告示牌》Rhythmic Songs）         | 2         |

| 榜單（2013年）                         | 排位 |
| -------------------------------------- | ---- |
| 奧地利（Ö3四十強單曲榜）               | 41   |
| 比利時法蘭德斯（Ultratop五十強單曲榜） | 21   |
| 比利時瓦隆尼亞（Ultratop五十強單曲榜） | 14   |
| 加拿大（加拿大百強單曲榜）             | 5    |
| 德國（媒體控制榜）                     | 24   |
| 紐西蘭（紐西蘭唱片音樂協會）           | 13   |
| 西班牙（西班牙音樂製作協會）           | 22   |
| 瑞士（瑞士熱門音樂榜）                 | 13   |
| 英國（官方榜單公司單曲榜）             | 22   |
| 美國（《告示牌》百強單曲榜）           | 13   |
| 美國（《告示牌》主流四十強單曲榜）     | 12   |
| 丹麥（國際唱片業協會丹麥分會）         | 10   |
| 波蘭（國際唱片業協會波蘭分會）         | 4    |

## 銷售認證
| 地區                                  | 认证    | 认证单位/销量 |
| ------------------------------------- | ------- | ------------- |
| 澳大利亚（澳大利亚唱片业协会）        | 5× 白金 | 350,000^      |
| 比利时（比利時唱片音樂協會）          | 白金    | 30,000*       |
| 丹麦（國際唱片業協會丹麥分會）        | 白金    | 30,000^       |
| 德国（聯邦音樂產業協會）              | 金      | 150,000^      |
| 意大利（意大利音乐产业联盟）          | 白金    | 30,000‡       |
| 新西兰（新西兰唱片音乐协会）          | 2× 白金 | 30,000*       |
| 西班牙（西班牙音樂製作協會）          | 金      | 20,000*       |
| 英国（英国唱片业协会）                | 白金    | 695,000       |
| 美国（美國唱片業協會）                | 6× 白金 | 4,480,000†    |
| 委內瑞拉（委內瑞拉音像製品協會）      | 2× 白金 | 20,000^       |
| *僅含認證的實際銷量 ^僅含認證的出貨量 |         |               |

† 自2013年5月，美国唱片业协会认证开始认证流媒体销量。

## 電台放送與發行日程
| 國家   | 日期          | 形式                   | 廠牌    |
| ------ | ------------- | ---------------------- | ------- |
| 英國   | 2013年1月7日  | Impact day             | 水星    |
| 美國   | 2013年1月28日 | 熱門/現代/當代成人電台 | Def Jam |
| 美國   | 2013年1月29日 | 當代流行電台           | Def Jam |
| 美國   | 2013年1月29日 | 節奏電台               | Def Jam |
| 德國   | 2013年2月15日 | CD單曲                 | 环球    |
| 意大利 | 2013年2月15日 | 當代流行電台           | 环球    |

## 外部連結
- YouTube上的《留下》音樂錄影帶
- YouTube上的《留下》（《週六夜現場》現場演出）